# Sagunto (Córdoba)
Sagunto es un barrio de la ciudad de Córdoba (España), perteneciente al Distrito Levante. Está situado en zona centro-oeste del distrito. Limita al norte con el barrio de Fátima; al este, con el barrio de Levante; al sur, con el barrio de Viñuela-Rescatado; al oeste, con el barrio de San Lorenzo; y al noroeste, con el barrio de Fuensantilla-Edisol.

## Lugares de interés
- Parque Madre Coraje